# Louis Valmont Roy
Louis Valmont Roy, né le 29 décembre 1922 à Grande-Anse et mort le 6 juin 1944 à Colomby-sur-Thaon en France, est un militaire acadien ayant servi dans Le Régiment de la Chaudière des Forces canadiennes pendant la Seconde Guerre mondiale.

## Biographie
Fils d'une famille de sept enfants, quatre filles et trois garçons. Tous iront à l'internat, l'éducation étant une valeur primordiale pour le père de Louis. Au moment du déclenchement de la guerre, Louis poursuivait ses études au collège classique de Bathurst. Il devait retourner pour le semestre de l’automne après la période de vacance terminée en septembre 1939.

### Seconde Guerre mondiale
Il s'engage dans l'armée le 21 septembre 1939, mentant sur son âge afin d'avoir l'âge requis. Il indique en effet qu'il est né le 29 décembre 1920 plutôt que 1922. Il est alors affecté comme mitrailleur à la 57th Field Battery, une sous-section du 6e Régiment d'artillerie. Il est rapidement transféré à la 57th Medium Battery, toujours dans le 6e Régiment d'artillerie, qui est mobilisée en novembre 1939 et réorganisée en batterie antiaérienne. Pendant son séjour en Angleterre, il est muté à la Compagnie A du Régiment de la chaudière.
Au Débarquement de Normandie, dans la nuit du 6 juin 1944 aux alentours de 2 heures du matin, le peloton No 9 de la Compagnie A dirigé par le lieutenant Antonio Peter Ladas est pris par surprise par une vingtaine de véhicules allemands à la Mare d'Anguerny.  Deux des canons anti-char situés près de la route engagent les soldats allemands et parviennent à détruire 17 véhicules. Le peloton est rapidement débordé et, bien que Ladas tente de rallier ses troupes au cris de À l'assaut les boys !, la plupart de ses hommes meurent ou doivent se rendre. Ladas lui-même y perd la vie dans un acte héroïque,. Tous les soldats opérant le premier canon antichar sont mis hors combat, Louis Valmont Roy reste seul pour opérer le deuxième canon. Il continue à le charger et à l'opérer, détruisant plusieurs autochenilles et ralentissant l'avancée allemande.  Il est tué durant les combats qui suivent et son corps est retrouvé sur la culasse de son canon antichar le lendemain matin,.

## Honneurs
En 2019, pour souligner les 75 ans du Débarquement de Normandie et la libération de leur commune, l'école primaire de la commune de Colomby-Anguerny est renommée Louis-Valmont-Roy en présence du député Steven Blaney du gouvernement canadien.
En 2024, à l'occasion du 80e anniversaire du Jour J et à la suite des travaux d'extension de cette même école, une enseigne en lettres capitales au nom de Louis-Valmont Roy est apposée sur la façade puis dévoilée lors d'une cérémonie à laquelle participent Marcel Jeager, président du comité Juno-Canada-Normandie, Marcel Maupas, son vice-président, ainsi que des représentants canadiens du Régiment de la Chaudière. Le lieutenant-colonel Bruno Gilbert a notamment retracé les derniers jours du jeune soldat.
Le Régiment de la Chaudière a créé un trophée en l'honneur de Louis Valmont Roy et le décerne annuellement au meilleur caporal-chef.

### Médailles
| 1re ligne | Étoile de la guerre 1939-1945 | Étoile de la guerre 1939-1945 | Étoile de la France et de l'Allemagne               | Étoile de la France et de l'Allemagne               |                                 |                                 |
| 2e ligne  | Médaille de la Défense 39-45  | Médaille de la Défense 39-45  | Médaille canadienne du volontaire, barette outremer | Médaille canadienne du volontaire, barette outremer | Médaille de la guerre 1939-1945 | Médaille de la guerre 1939-1945 |